# National Association of Theatre Owners
La National Association of Theatre Owners (« Associació nacional dels propietaris de sales d'espectacle ») o NATO és una organització estatunidenca creada l'any 1965 que reuneix la majoria dels propietaris de les sales de cinema, tan grans cadenes com independents.
Nascuda de la fusió de les organitzacions « Theater Owners of America » i « Allied States Associació of Motion Picture Exhibitors », permet la difusió de 26.000 films a través dels 50 Estats dels Estats Units i de nombrosos altres països.
La revista Boxoffice és la publicació oficial de l'associació des de 2006.

## CinemaCon
L'associació organitza cada any des de 1975 un saló professional destinat als explotadors de sales, el ShoWest. Rebatejat CinemaCon l'any 2011, comprèn projeccions de films per estrenats i de films ja estrenats, seminaris educatius, esdeveniments especials així com premis.

## American Movie Awards
L'associació ha creat l'any 1980 els American Movie Awards destinats a recompensar l'excel·lència al cinema. Les dues primeres cerimònies, retransmeses a l'NBC, han tingut lloc l'any 1980 i 1982 al Wilshire Theater de Beverly Hills i han honrat entre d'altres Meryl Streep, Warren Beatty, Clint Eastwood i Steven Spielberg. A causa de la competència amb altres cerimònies, l'esdeveniment funciona de manera discontínua. Rebatejats CinemaCon Awards l'any 2011-2012, han estat rellançats l'any 2013 concentrant-se en el cinema independent